# 二氯化镝
二氯化镝是一种镝的氯化物，化学式为DyCl2。

## 制备
二氯化镝可以由三氯化镝被金属镝在真空，800 至900 °C 下反应而成。
{\displaystyle \mathrm {Dy+2\ DyCl_{3}\longrightarrow 3\ DyCl_{2}} }

## 性质
二氯化镝是一种黑色固体。它极度吸湿，只能存放于干燥的惰性气体和高度真空下。当接触到水时，二氯化镝会形成不稳定的水合物，然后变成氯氧化物。它的晶体结构是溴化锶型，空间群 P4/n (No. 85)。它和硫反应，可以得到U2S3型的Dy2S3。